# Antônio José da Silva Filho
Antônio José da Silva Filho, detto Biro-Biro (Olinda, 18 maggio 1959), è un politico, ex calciatore e allenatore di calcio brasiliano, di ruolo centrocampista.

## Biografia
Nacque a Olinda, città dello Stato del Pernambuco. Nel 1988 è stato eletto aldermanno dello stato di San Paolo. È sposato con una nipote dell'ex presidente del Corinthians, Vicente Matheus, e ha tre figli.

## Caratteristiche tecniche
Giocava come centrocampista, ricoprendo il ruolo di volante. Dotato di spiccate doti difensive, era abile nella marcatura e nel dare un equilibrio tattico alla squadra; inoltre, aveva anche una discreta propensione al gol.

## Carriera

### Club
Biro-Biro debuttò nel calcio professionistico nell'incontro tra Sport e Santa Cruz, valevole per il campionato Pernambucano; nel 1977 vinse il titolo. L'anno seguente fu acquistato dal Corinthians: durante la sua presentazione, l'allora presidente Vicente Matheus sbagliò a dire il suo nome, chiamandolo "Lero-Lero". Con la maglia del club di San Paolo Biro-Biro divenne presto un elemento di spicco, affiancando gli affermati Sócrates e Palhinha, conferiva equilibrio al gioco; fu inoltre un leader anche fuori dal campo, dato che fu uno dei maggiori promotori della Democrazia Corinthiana. Nel 1979 vinse il primo titolo, il campionato Paulista, ripetendosi poi nel 1982 (realizzando due reti decisive in finale contro il San Paolo), 1983 e 1988. A livello nazionale vinse la Bola de Prata della rivista Placar nel 1982 come uno dei migliori undici giocatori di quella stagione. Le sue prestazioni lo resero uno dei favoriti della tifoseria corinthiana, e Biro-Biro divenne uno dei simboli del club: nel corso della sua lunga militanza ha raccolto un totale di 592 presenze e 75 reti. Lasciò il Corinthians nel 1988, trasferendosi alla Portuguesa, iniziando dunque una seconda fase della sua carriera: giocò poi per Guarani e Remo in massima serie brasiliana, e si ritirò nel 1995 con la maglia del Nacional-SP.

## Palmarès

### Club

#### Competizioni nazionali
- Campionato Pernambucano: 1

Sport: 1977
- Campionato paulista: 4

Corinthians: 1979, 1982, 1983, 1988
- Campionato Paraense: 1

Remo: 1993

### Individuale
- Bola de Prata: 1

1982